# Rue de Coulmiers (Paris)
Pour les articles homonymes, voir Rue de Coulmiers.
La rue de Coulmiers est une voie du 14e arrondissement de Paris, en France.

## Situation et accès

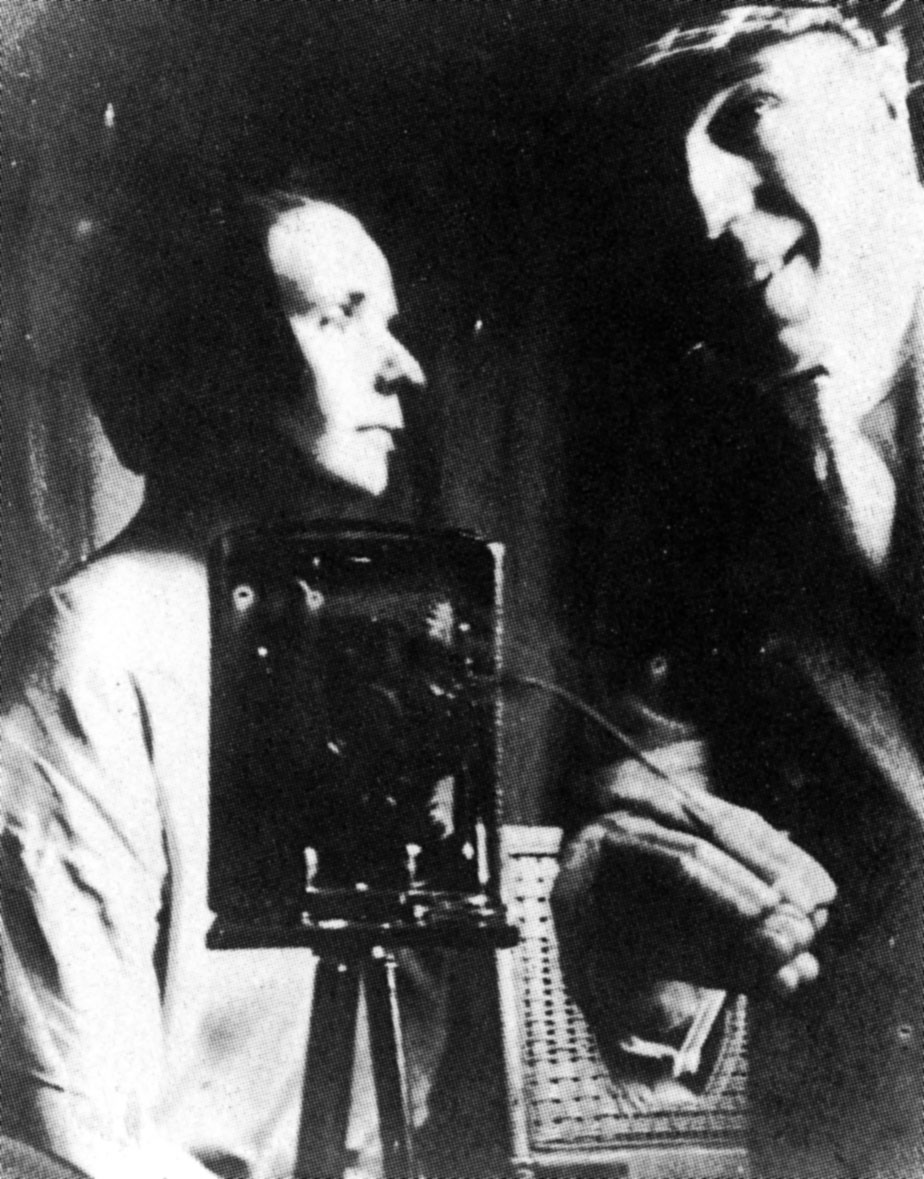
Theo et Nelly van Doesburg au 5, rue de Coulmiers, en 1921.

La rue de Coulmiers est une voie publique située dans le 14e arrondissement de Paris. Elle débute au 124, avenue du Général-Leclerc et se termine au 41, avenue Jean-Moulin.
La rue longe la Petite Ceinture, voie de chemin de fer désaffectée en contrebas. C'est le long de la rue de Coulmiers que se trouvent les quais de la gare de Montrouge-Ceinture.
Un jardin partagé se trouve le long de la rue en face des numéros 19 à 37. Il est géré par l'association Vert-Tige.

## Origine du nom
Le nom commémore la célèbre la bataille de Coulmiers, qui vit la victoire des Français face aux Bavarois durant la guerre franco-prussienne de 1870, le 9 novembre 1870.

## Historique
Alors située sur la commune de Montrouge, cette voie existait entre les rues de la Tombe-Issoire et du Père-Corentin sous le nom de « rue de la Paix ».

En 1868 elle est prolongée entre les rue du Père-Corentin et avenue d'Orléans sous le nom de « rue Beaunier ».
 
Par décret du 10 novembre 1873 la « rue de la Paix » et la « rue Beaunier » sont réunies sous le nom de « rue Beaunier ».
En 1881, la « rue Beaunier »  est prolongée entre l'avenue d'Orléans et l'avenue de Châtillon puis, par arrêté du 30 août 1884 cette partie en est détachée et prend le nom de « rue de Coulmiers ».  
Pendant cent trente ans, seul le côté sud de la rue était bâti d'immeubles à étages. Sur l'emprise des quais de la gare, c'est-à-dire entre la rue Friant et l'avenue du Général-Leclerc, se trouvaient un garage automobile et deux courts de tennis municipaux jusqu'en 2014. Le promoteur Nexity y a aménagé, de 2014 à 2016, des immeubles d'habitation de quatre à six étages de 126 appartements, dont la moitié d’HLM.

## Bâtiments remarquables et lieux de mémoire
- no 5 : Le peintre Piet Mondrian y eut brièvement son atelier en 1919[2].
- no 19 : immeuble de 1893 (architecte Edme Thollard).
- no 21 : immeuble de 1894 (architecte Edme Thollard).
- no  indéterminé : M. Gabrillargues tenait un commerce de vins, bois et charbon, où Robert Doisneau a pris de célèbres clichés en 1971.